# 풀망둑
풀망둑(학명: Synechogobius hasta)은 망둑어과에 속하는 물고기이다. 대한민국 부산에서는 꼬시래기라고도 부른다. 대한민국 서해에서 많이 낚인다. 문절망둑속에 포함하여 분류하기도 한다.